# سفارة كوريا الجنوبية في الهند
سفارة كوريا الجنوبية في الهند هي أرفع تمثيل دبلوماسي لدولة كوريا الجنوبية لدى الهند. تقع السفارة في نيودلهي وهي تهدف لتعزيز المصالح الكورية جنوبية في الهند.

## وصلات خارجية
- قائمة سفارات كوريا الجنوبية
- قائمة السفارات في الهند